# Vienne
Vienne este un departament în vestul Franței, situat în regiunea Poitou-Charentes. Este unul dintre departamentele originale ale Franței create în urma Revoluției din 1790. Este numit după râul omonim care îl traversează.

## Localități selectate

### Prefectură
- Poitiers

### Sub-prefecturi
- Châtellerault
- Montmorillon

## Diviziuni administrative
- 3 arondismente;
- 38 cantoane;
- 281 comune;